# Evangelisch-reformierte Kirchgemeinde des Kantons Zug

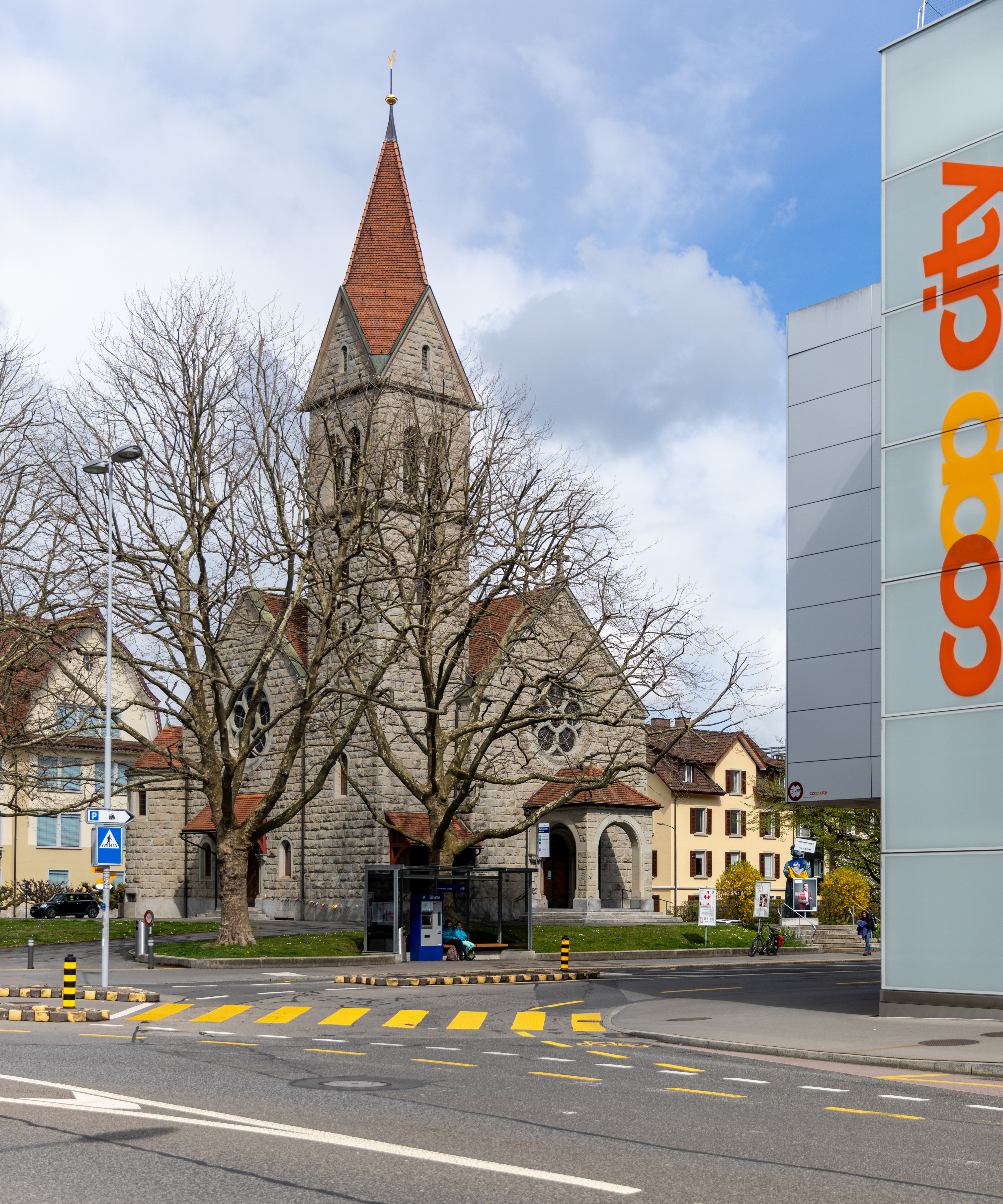
Reformierte Citykirche in Zug (2022)

Die Evangelisch-reformierte Kirchgemeinde des Kantons Zug hat etwa 16'000 Mitglieder (Stand Ende 2021) und ist zugleich die reformierte Landeskirche im Kanton Zug. Ihr gehören damit etwa 13 Prozent der Bevölkerung dieses Kantons an. Neben den reformierten Christen im Kanton Zug sind auch diejenigen aus dem luzernischen Meierskappel dieser Landeskirche zugeordnet.

## Geschichte

### Vorgeschichte: Zug in Reformation und Gegenreformation
Huldrych Zwingli hatte früh einen Freundeskreis in Zug und Umgebung. Heinrich Bullinger durfte das Zuger Gebiet nicht betreten, hatte aber vom Kloster Kappel aus die Möglichkeit, dort Einfluss zu nehmen. Im Sommer 1524 hatten die regelmässigen Wanderungen eines Teils der Einwohner von Zug und Baar nach Kappel solche Formen angenommen, dass der Zuger Rat den Besuch der Kappeler Predigt mit 5 Pfund Strafe belegte. Als Sympathisanten Zwinglis galten Jodokus Müller, der Leutpriester von Cham, und Bartholomäus Stocker, ein Pfründner an St. Anna und de facto Stellvertreter des Zuger Stadtpfarrers zu St. Michael. Der Stadtzuger Magister Werner Steiner war kurze Zeit Organisator dieses Kreises, verliess Zug aber bereits 1529 und liess sich in Zürich nieder. Von dort aus förderte er die reformierte Diaspora in Zug. Nach der Niederlage der Reformierten im Zweiten Kappelerkrieg im Jahre 1531 geriet diese Gruppe stark unter Druck und löste sich wahrscheinlich auf. Jodokus Müller zog nach Thalwil. Bartholomäus Stocker blieb in seinem Amt, formell als altgläubiger Priester, doch gibt es Hinweise, dass er bis zu seinem Tod 1561 Kontakt zum reformierten Zürich hielt und eventuell einen Kreis von Gleichgesinnten leitete.
Nach dem Deinikoner Landfrieden (20. November 1531) blieb der Kanton Zug altgläubig. Der Zuger Magistrat verfolgte in der Zeit der Gegenreformation eine gemässigte Linie, das einmalige Ereignis einer Verbrennung evangelischer Bibeln im Zuger Rathausofen (1556) ist daher nicht repräsentativ. Evangelische brauchten eine Aufenthaltsbewilligung, wenn sie im Kanton Zug wohnen wollten. Beispielsweise gestattete der Rat reformierten Zürchern und Ostschweizern 1635 den Bau einer Nagel- und Hammerschmiede in Cham und forderte, dass die Betreiber zum Katholizismus konvertierten; Prokuristen und Gesinde konnten beim reformierten Glauben bleiben.

### Industrialisierung und Gründung der reformierten Kirchgemeinde

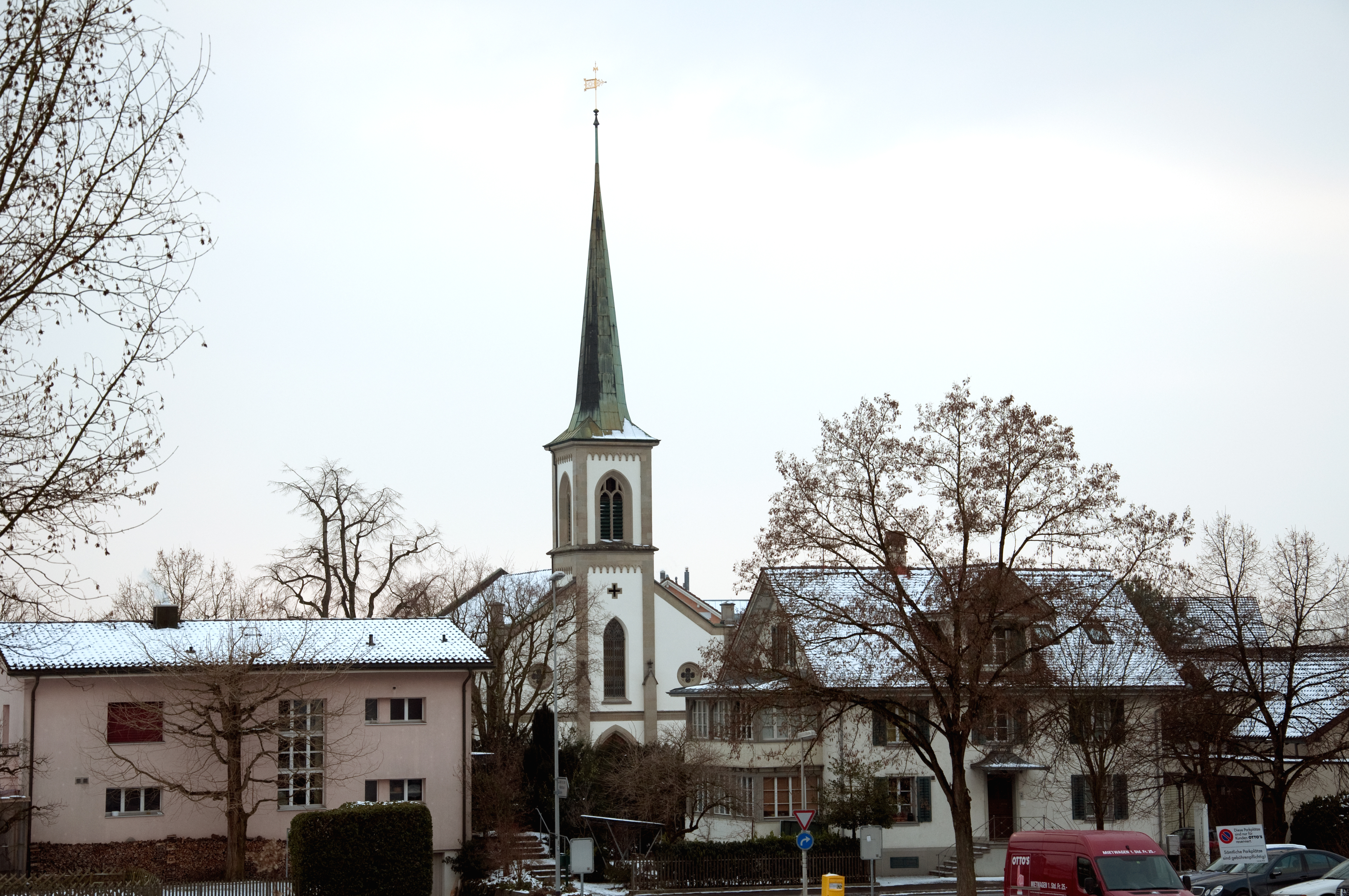
Reformierte Kirche in Baar (2012)

Die Bundesverfassung von 1848 gewährte allen christlichen Schweizerbürgern unabhängig von der Konfession Niederlassungsfreiheit. Das ermöglichte den Zuzug von Protestanten in die katholische Innerschweiz. Als die grosse Baumwollspinnerei an der Lorze 1855 in Baar ihren Betrieb aufnahm, stieg die Dorfbevölkerung an. Auch Protestanten liessen sich in Baar nieder: 1850 waren es zwölf Personen, zehn Jahre später bereits 209. In Baar wohnte etwa ein Drittel der reformierten Bevölkerung des ganzen Kantons. «Dieses aus einer gewaltigen Umwälzung in der Bevölkerungszusammensetzung hervorgegangene Industriedorf Baar mit rund 600 Fabrikarbeitern, Aufsehern, Werkstatt- und Büropersonal samt deren Familien bot sich geradezu an als Kerngemeinde einer protestantischen Kirchgemeinde.» Der Zuger Regierungsrat bewilligte am 5. Januar 1863 die Feier evangelischer Gottesdienste wahlweise in Zug oder in Baar und die Erteilung von Konfirmandenunterricht für die Jugend. Seit Ostern 1863 fanden Gottesdienste im Packsaal der Spinnerei statt, was aber nur als Provisorium galt. Am 27. September 1863 trat die erste Kirchgemeindeversammlung zusammen und wählte einen Gemeindevorstand mit Pfarrer Konrad Furrer als Vorsitzenden. Dies gilt als Gründungsdatum der Kirchengemeinde. Mit vielfältiger Unterstützung wurde die Reformierte Kirche Baar erbaut. Die Spinnerei überliess der Kirchengemeinde für 15'000 Franken das Baugrundstück. Spenden aus dem In- und Ausland flossen reichlich, darunter eine vom Zürcher Regierungsrat bewilligte «Liebessteuer» (11'326 Franken). Die gesamten Baukosten betrugen 79'800 Franken. Der Zürcher Architekt Ferdinand Stadler entwarf eine Kirche, die neugotische Formen aufweist, im Gesamteindruck aber aufgrund ihrer Kompaktheit und ihrer geringen Dachneigung eher klassizistisch wirkt. Sie wurde am Reformationssonntag 1867 festlich eingeweiht und ist damit nach der Matthäuskirche in Luzern die zweitälteste reformierte Kirche der Zentralschweiz.

### 20./21. Jahrhundert
Während die evangelische Bevölkerung von Baar stagnierte, wuchs jene in Zug immer weiter an; seit 1880 war sie grösser und 1900 fast doppelt so gross. Ihre Zusammenkünfte fanden im Goldenen Saal des Zuger Rathauses statt: ein höchst repräsentatives Provisorium. Der Bau einer eigenen Kirche wurde angestrebt, umso mehr, als der Goldene Saal ab 1900 nicht mehr zur Verfügung stand. Aber der Baarer Kirchgemeinderat war dazu nur ungern bereit. 1898 beschloss er immerhin, Geld für Gottesdienststätten in Zug und in Cham zu sammeln. Daraufhin wurde der Zuger Protestanten-Verein aktiv und gewann die Unterstützung des Protestantisch-kirchlichen Hilfsvereins des Kantons Zürich, der insbesondere den hohen Ertrag der Reformationskollekte im Kanton Zürich auf das Zuger Kirchbauprojekt lenkte. Die Grundsteinlegung der neuromanischen Reformierten Kirche Zug war am 28. Oktober 1904, die Einweihungsfeier am 4. Februar 1906. Als Pfarrhaus wurde 1913 das Hauptgebäude der Zuger «Kirschwassergesellschaft» in der Chamerstrasse erworben; der ehemalige Remise-Schuppen wurde zu einer «Protestantischen Mädchen-Oberschule» (ab 1925: «Protestantische Mädchen-Sekundarschule») umgebaut. Dieses Grossprojekt war notwendig, weil vorhandene Oberschulen Mädchen keine höhere Bildung ermöglichten und ausserdem in katholisch-klösterlicher Trägerschaft waren.

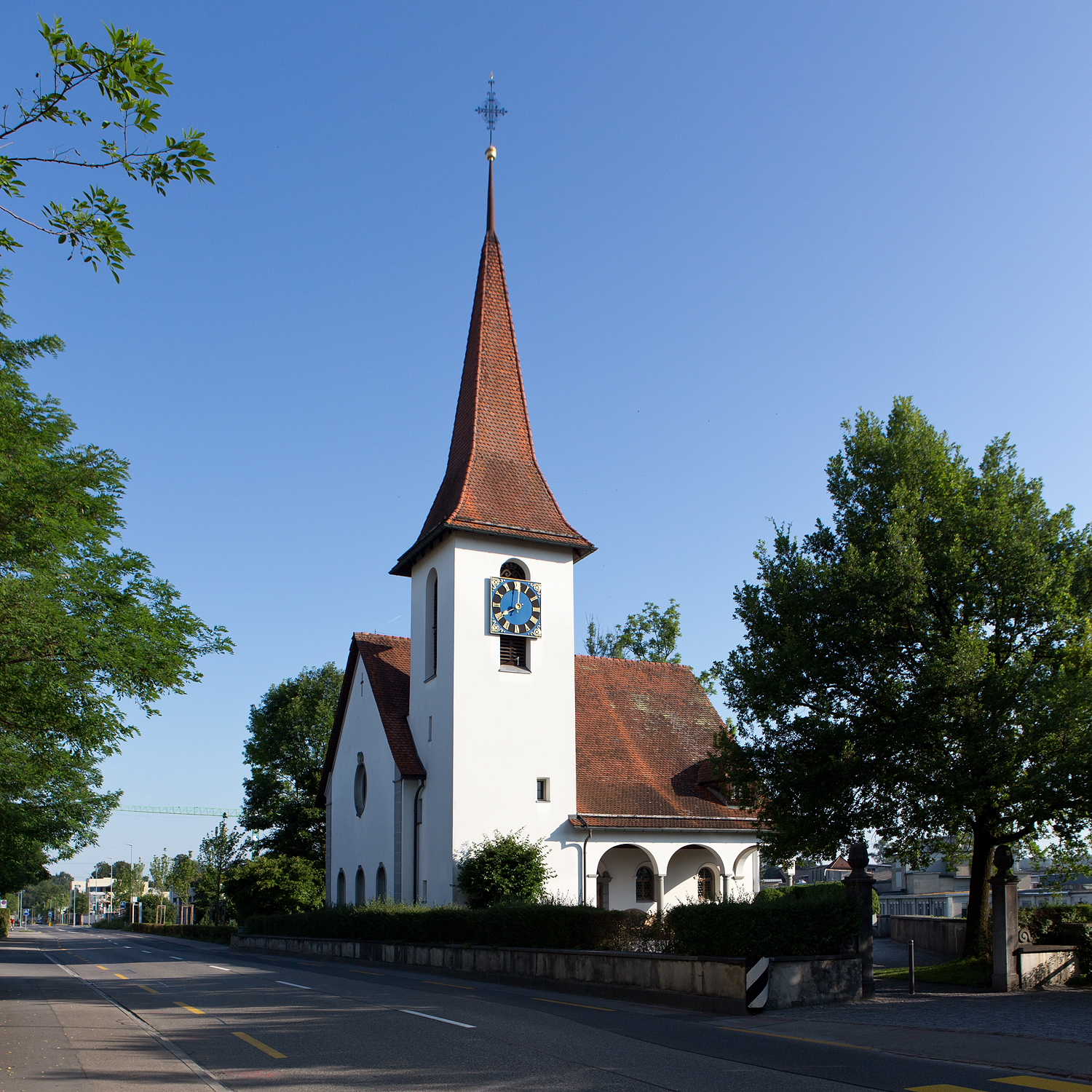
Reformierte Kirche Cham (2015)

Die Kirchbauwünsche der Reformierten in Cham gerieten durch die Stadtzuger Aktivität für Jahre ins Hintertreffen und konnten schliesslich mit Unterstützung der örtlichen Papierfabrik realisiert werden, die das Baugrundstück unentgeltlich zur Verfügung stellte. Die am 21. November 1915 eingeweihte Reformierte Kirche Cham ist als einziger Kirchbau des Heimatstils im Kanton Zug bemerkenswert.
Auch die Protestanten im Ägerital strebten den Bau einer eigenen Kirche an. 1930 lebten hier rund 300 Protestanten; etwa 100 weitere Gottesdienstbesucher kamen durch den Kurbetrieb hinzu. Am 25. September 1938 wurde die Reformierte Kirche des Ägeritals nach einjähriger Bauzeit eingeweiht.
Das «Reglement für die reformierte Kirchgemeinde des Kantons Zug» von 1864 wurde 1927 überarbeitet, aber am 30. August 1949 durch eine neue, dezentrale Gemeindeordnung ersetzt. Sie kam den Aussengemeinden entgegen, welche die Dominanz Stadtzuger Belange schon länger kritisierten. Es gab seit 1949 vier vereinsmässig organisierte Bezirke Zug, Baar, Cham und Ägerital, die ihre Angelegenheiten weitgehend selbständig regeln konnten.

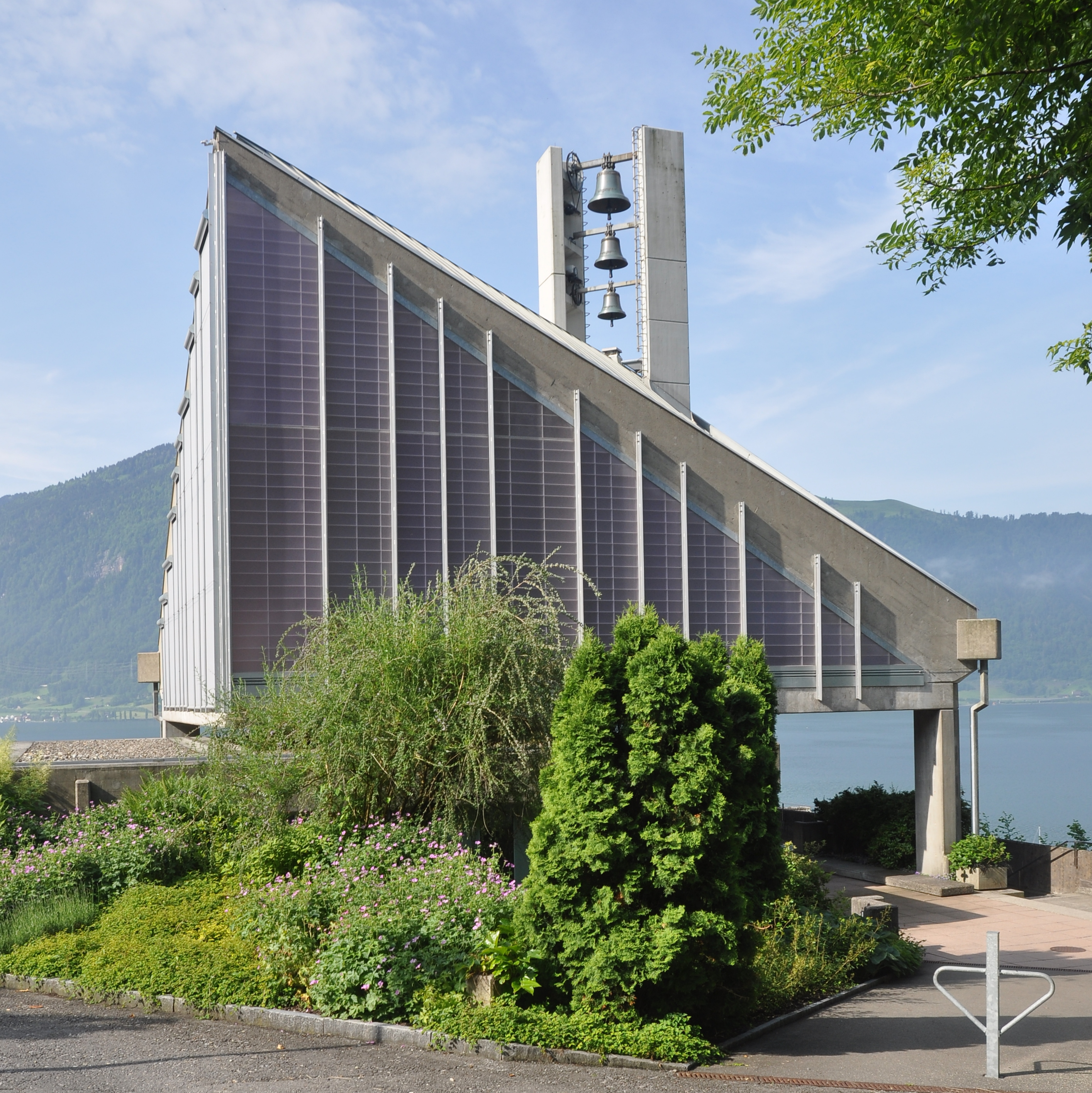
Reformierte Kirche Walchwil (2010)

Seit den 1960er Jahren kamen weitere Kirchenneubauten hinzu: 1964 die als «Pionierbau» gerühmte Reformierte Kirche Walchwil des Architekten Hans-Peter Amman, 1967 ein in Elementbauweise errichteter Kirchenpavillon («Chileli») in Menzingen. Am 6. Mai 1971 wurde die Reformierte Kirche Rotkreuz eingeweiht.

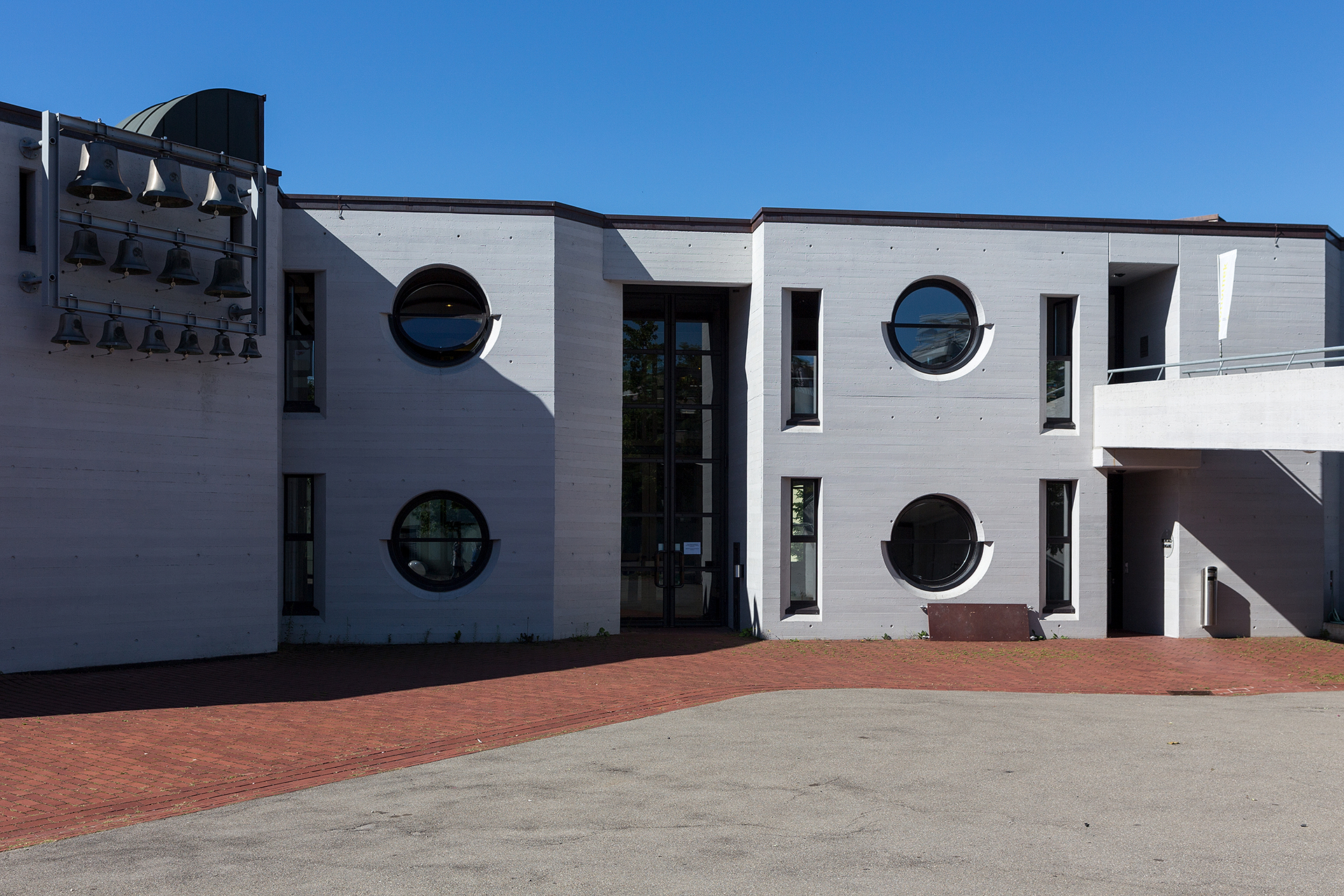
Ökumenisches Kirchenzentrum «Chilematt» in Steinhausen (2017)

Die Steinhauser Reformierten und die katholische Ortsgemeinde erbauten in ökumenischer Gemeinsamkeit das Kirchen- und Begegnungszentrum «Chilematt», welches am 29. November 1981 festlich eingeweiht wurde. Das von Ernst Gisel entworfene Gebäudeensemble in der Ortsmitte der rasch wachsenden Agglomerationsgemeinde erfüllt auch kommunale Aufgaben. «Indem der Bau liturgische und andere Veranstaltungen verbindet, trägt er einem gewandelten Kirchenbild Rechnung.»
Am 21./22. Juni 1997 kam als bislang jüngste Gottesdienststätte der Evangelisch-reformierten Kirchgemeinde des Kantons Zug das Kirchenzentrum in Hünenberg neu hinzu, ein in der Ortsmitte errichteter Kreisbau.
Die Zuger Kirche gehörte bis Ende 2002 zum Evangelisch-reformierten Kirchenverband der Zentralschweiz und ist seit dessen Auflösung zum 1. Januar 2003 direktes Mitglied des Schweizerischen Evangelischen Kirchenbunds.

## Struktur
Die Zuger Kirche besteht aus einer Kirchgemeinde mit sieben Bezirken, die Teilkirchgemeinden gleichkommen:
- Zug Menzingen Walchwil
- Ägeri
- Baar Neuheim
- Cham
- Hünenberg
- Rotkreuz
- Steinhausen.

Oberstes legislatives Organ ist der Grosse Kirchgemeinderat mit 50 in den Bezirken gewählten Mitgliedern. Der Kirchenrat (Exekutive) führt die Geschäfte der Kirche, hat neun Mitglieder und wird von Ursula Müller-Wild präsidiert (Stand 2023). Sieben Kirchenratsmitgliedern werden für eine Amtsperiode von jeweils vier Jahren von der Kirchgemeinde gewählt, zwei Kirchenratsmitglieder werden vom Pfarrkonvent in den Kirchenrat delegiert.

## Ökumene
Die Evangelisch-reformierte Kirchgemeinde des Kantons Zug gehört der Evangelisch-reformierten Kirche Schweiz (EKS, bis Ende 2019: Schweizerischer Evangelischer Kirchenbund SEK) an. Durch diese Mitgliedschaft ist sie in der Arbeitsgemeinschaft christlicher Kirchen in der Schweiz, in der Gemeinschaft Evangelischer Kirchen in Europa (GEKE), in der Weltgemeinschaft Reformierter Kirchen und im Ökumenischen Rat der Kirchen vertreten.